# Aston Villa Football Club 2009-2010
Questa pagina raccoglie i dati riguardanti l'Aston Villa Football Club nelle competizioni ufficiali della stagione 2009-2010.

## Stagione
L'Aston Villa ha iniziato il campionato con una sconfitta casalinga contro il Wigan Athletic, per due a zero. Alla seconda giornata, però, è arrivato un pronto riscatto con la vittoria per tre a uno ad Anfield, contro il Liverpool.
La partecipazione in Europa League non ha portato molta soddisfazione ai Villans, eliminati ai play-off. Infatti, l'Aston Villa è stato sconfitto per uno a zero a Vienna, dai giocatori del Rapid. Nel ritorno, la squadra di Martin O'Neill non è andata oltre la vittoria per due a uno, che ha però sancito l'eliminazione.

## Maglie e sponsor
Lo sponsor tecnico per la stagione 2009-2010 è Nike, mentre lo sponsor ufficiale è Acorns Children's Hospice. La prima divisa è quella classica: la maglia è amaranto (claret) e le maniche sono celesti (blue). I pantaloncini sono bianchi e i calzettoni celesti. La seconda casacca, invece, è un omaggio alla Nazionale inglese: la Nike si è infatti ispirata alle vecchie divise della selezione. La maglia è bianca, con i bordi blu scuro. I pantaloncini sono blu, con i calzettoni bianchi. La terza divisa, infine, è simile alla seconda della stagione precedente: il design ricorda quello della prima, con la maglia però nera e le maniche celesti. I pantaloncini sono neri e i calzettoni neri.

## Società
Area direttiva
- Presidente: Randy Lerner
- Presidente onorario: Doug Ellis
- Direttore non esecutivo: Charles C. Krulak
- Direttore non esecutivo: Bob Kain
- Direttore Generale: Paul Faulkner

Area organizzativa
- Segretario generale: Sharon Barnhurst

Area comunicazione
- Responsabile area comunicazione: Steve Tudgay
- Ufficio Stampa: Alison Plant

Area marketing
- Ufficio marketing: John Greenfield

Area tecnica
- Allenatore: Martin O'Neill
- Allenatore in seconda: John Neilson Robertson
- Preparatore/i atletico/i: Steve Walford
- Preparatore dei portieri: Seamus McDonagh

Area sanitaria
- Responsabile sanitario: Roddy MacDonald
- Medici sociali: Alan Smith

## Rosa
| N. |                        | Ruolo | Calciatore                 |
| -- | ---------------------- | ----- | -------------------------- |
| 1  | Stati Uniti (bandiera) | P     | Brad Friedel               |
| 2  | Inghilterra (bandiera) | D     | Luke Young                 |
| 3  | Paesi Bassi (bandiera) | D     | Wilfred Bouma              |
| 4  | Inghilterra (bandiera) | C     | Steven Sidwell             |
| 5  | Irlanda (bandiera)     | D     | Richard Dunne              |
| 6  | Inghilterra (bandiera) | C     | Stewart Downing            |
| 7  | Inghilterra (bandiera) | C     | Ashley Young               |
| 8  | Inghilterra (bandiera) | C     | James Milner               |
| 10 | Norvegia (bandiera)    | A     | John Carew                 |
| 11 | Inghilterra (bandiera) | A     | Gabriel Agbonlahor         |
| 12 | Inghilterra (bandiera) | C     | Marc Albrighton            |
| 14 | Inghilterra (bandiera) | A     | Nathan Delfouneso          |
| 15 | Inghilterra (bandiera) | D     | Curtis Davies              |
| 16 | Inghilterra (bandiera) | C     | Fabian Delph               |
| 17 | Togo (bandiera)        | C     | Moustapha Salifou          |
| 18 | Inghilterra (bandiera) | A     | Emile Heskey               |
| 19 | Bulgaria (bandiera)    | C     | Stiliyan Petrov (Capitano) |
| 20 | Inghilterra (bandiera) | C     | Nigel Reo-Coker            |
| 21 | Inghilterra (bandiera) | D     | Nicky Shorey               |

| N. |                        | Ruolo | Calciatore         |
| -- | ---------------------- | ----- | ------------------ |
| 22 | Stati Uniti (bandiera) | P     | Brad Guzan         |
| 23 | Senegal (bandiera)     | D     | Habib Beye         |
| 24 | Spagna (bandiera)      | D     | Carlos Cuéllar     |
| 25 | Inghilterra (bandiera) | D     | Stephen Warnock    |
| 26 | Inghilterra (bandiera) | C     | Craig Gardner      |
| 27 | Inghilterra (bandiera) | C     | Isaiah Osbourne    |
| 29 | Galles (bandiera)      | D     | James Collins      |
| 33 | Inghilterra (bandiera) | P     | Andy Marshall      |
| 42 | Austria (bandiera)     | A     | Andreas Weimann    |
| 43 | Inghilterra (bandiera) | P     | Elliott Parish     |
| 44 | Stati Uniti (bandiera) | D     | Eric Lichaj        |
| 45 | Irlanda (bandiera)     | D     | Shane Lowry        |
| 46 | Scozia (bandiera)      | C     | Barry Bannan       |
| 47 | Inghilterra (bandiera) | D     | Ciaran Clark       |
| 48 | Inghilterra (bandiera) | D     | Nathan Baker       |
| 49 | Australia (bandiera)   | D     | Chris Herd         |
| 50 | Inghilterra (bandiera) | C     | Jonathan Hogg      |
| —  | Irlanda (bandiera)     | D     | Stephen O'Halloran |

## Calciomercato

### Sessione estiva(dal 01/07 al 01/09)
| Acquisti | Acquisti        | Acquisti        | Acquisti        |
| R.       | Nome            | da              | Modalità        |
| -------- | --------------- | --------------- | --------------- |
| P        | Andy Marshall   | Coventry City   | parametro zero  |
| D        | Stephen Warnock | Blackburn       | accordo privato |
| D        | James Collins   | West Ham Utd    | accordo privato |
| D        | Richard Dunne   | Manchester City | accordo privato |
| D        | Habib Beye      | Newcastle Utd   | parametro zero  |
| C        | Stewart Downing | Middlesbrough   | accordo privato |
| C        | Fabian Delph    | Leeds Utd       | accordo privato |

| Cessioni | Cessioni        | Cessioni        | Cessioni             |
| R.       | Nome            | a               | Modalità             |
| -------- | --------------- | --------------- | -------------------- |
| P        | Stuart Taylor   | Manchester City | parametro zero       |
| D        | Zat Knight      | Bolton          | accordo privato      |
| C        | Gareth Barry    | Manchester City | accordo privato      |
| A        | Marlon Harewood | Newcastle Utd   | prestito trimestrale |

## Risultati

### Premier League

#### Girone di andata
| Arbitro: | Clattenburg |

|  |           |                          |
|  | Marcatori | 31’ Rodallega 56’ Koumas |

| Arbitro: | Atkinson |

|            |           |                                             |
| Torres 72’ | Marcatori | 34’ (aut.) Lucas 45'+2’ Davies 75’ A. Young |

| Arbitro: | Bennett |

|                                   |           |  |
| Paintsil 3’ (aut.) Agbonlahor 59’ | Marcatori |  |

| Arbitro: | Webb |

|  |           |                |
|  | Marcatori | 85’ Agbonlahor |

| Arbitro: | Attwell |

|                           |           |  |
| Milner 34’ Agbonlahor 43’ | Marcatori |  |

| Arbitro: | Webb |

|                    |           |               |
| Samba 23’ Dunn 89’ | Marcatori | 2’ Agbonlahor |

### Football League Cup
| Arbitro: | Taylor |

|               |           |  |
| Agbonlahor 3’ | Marcatori |  |

### Europa League
| Arbitro: | Tudor |

|            |           |  |
| Jelavić 1’ | Marcatori |  |

| Arbitro: | Velasco Carballo |

|                      |           |             |
| Milner 38’ Carew 53’ | Marcatori | 77’ Jelavić |

## Statistiche

### Statistiche di squadra
| Competizione        | Punti | In casa | In casa | In casa | In casa | In casa | In casa | In trasferta | In trasferta | In trasferta | In trasferta | In trasferta | In trasferta | Totale | Totale | Totale | Totale | Totale | Totale | DR |
| Competizione        | Punti | G       | V       | N       | P       | Gf      | Gs      | G            | V            | N            | P            | Gf           | Gs           | G      | V      | N      | P      | Gf     | Gs     | DR |
| ------------------- | ----- | ------- | ------- | ------- | ------- | ------- | ------- | ------------ | ------------ | ------------ | ------------ | ------------ | ------------ | ------ | ------ | ------ | ------ | ------ | ------ | -- |
| Premier League      | 12    | 3       | 2       | 0       | 1       | 4       | 2       | 3            | 2            | 0            | 1            | 5            | 3            | 6      | 4      | 0      | 2      | 9      | 5      | +4 |
| Football League Cup | -     | 1       | 1       | 0       | 0       | 1       | 0       | 0            | 0            | 0            | 0            | 0            | 0            | 1      | 1      | 0      | 0      | 1      | 0      | +1 |
| FA Cup              | -     | 0       | 0       | 0       | 0       | 0       | 0       | 0            | 0            | 0            | 0            | 0            | 0            | 0      | 0      | 0      | 0      | 0      | 0      | 0  |
| Europa League       | -     | 1       | 1       | 0       | 0       | 2       | 1       | 1            | 0            | 0            | 1            | 0            | 1            | 2      | 1      | 0      | 1      | 2      | 2      | 0  |
| Totale              | -     | 3       | 2       | 0       | 1       | 4       | 3       | 2            | 1            | 0            | 1            | 3            | 2            | 5      | 3      | 0      | 2      | 7      | 5      | +2 |

### Statistiche dei giocatori
| Giocatore     | Premier League | Premier League | Premier League | Premier League | Football League Cup+FA Cup | Football League Cup+FA Cup | Football League Cup+FA Cup | Football League Cup+FA Cup | Europa League | Europa League | Europa League | Europa League | Totale   | Totale | Totale      | Totale     |
| Giocatore     | Presenze       | Reti           | Ammonizioni    | Espulsioni     | Presenze                   | Reti                       | Ammonizioni                | Espulsioni                 | Presenze      | Reti          | Ammonizioni   | Espulsioni    | Presenze | Reti   | Ammonizioni | Espulsioni |
| ------------- | -------------- | -------------- | -------------- | -------------- | -------------------------- | -------------------------- | -------------------------- | -------------------------- | ------------- | ------------- | ------------- | ------------- | -------- | ------ | ----------- | ---------- |
| G. Agbonlahor | 6              | 3              | 2              | 0              | 1+0                        | 1+0                        | 0                          | 0                          | 2             | 0             | 0             | 0             | 9        | 4      | 2           | 0          |
| M. Albrighton | 1              | 0              | 0              | 0              | 1+0                        | 0                          | 0                          | 0                          | 1             | 0             | 0             | 0             | 3        | 0      | 0           | 0          |
| B. Bannan     | 0              | 0              | 0              | 0              | 0                          | 0                          | 0                          | 0                          | 0             | 0             | 0             | 0             | 0        | 0      | 0           | 0          |
| H. Beye       | 3              | 0              | 0              | 0              | 1+0                        | 0                          | 0                          | 0                          | 2             | 0             | 0             | 0             | 6        | 0      | 0           | 0          |
| W. Bouma      | 0              | 0              | 0              | 0              | 0                          | 0                          | 0                          | 0                          | 0             | 0             | 0             | 0             | 0        | 0      | 0           | 0          |
| J. Carew      | 4              | 0              | 0              | 0              | 1+0                        | 0                          | 0                          | 0                          | 1             | 1             | 1             | 0             | 6        | 1      | 1           | 0          |
| C. Clark      | 1              | 0              | 0              | 0              | 0                          | 0                          | 0                          | 0                          | 0             | 0             | 0             | 0             | 1        | 0      | 0           | 0          |
| J. Collins    | 3              | 0              | 0              | 0              | 1+0                        | 0                          | 0                          | 0                          | 0             | 0             | 0             | 0             | 4        | 0      | 0           | 0          |
| C. Cuéllar    | 6              | 0              | 1              | 0              | 1+0                        | 0                          | 0                          | 0                          | 2             | 0             | 1             | 0             | 9        | 0      | 2           | 0          |
| C. Davies     | 2              | 1              | 0              | 0              | 0                          | 0                          | 0                          | 0                          | 2             | 0             | 0             | 0             | 4        | 1      | 0           | 0          |
| N. Delfouneso | 1              | 0              | 0              | 0              | 0                          | 0                          | 0                          | 0                          | 0             | 0             | 0             | 0             | 1        | 0      | 0           | 0          |
| F. Delph      | 3              | 0              | 2              | 0              | 1+0                        | 0                          | 0                          | 0                          | 1             | 0             | 0             | 0             | 5        | 0      | 2           | 0          |
| S. Downing    | 0              | 0              | 0              | 0              | 0                          | 0                          | 0                          | 0                          | 0             | 0             | 0             | 0             | 0        | 0      | 0           | 0          |
| R. Dunne      | 3              | 0              | 1              | 0              | 0                          | 0                          | 0                          | 0                          | 0             | 0             | 0             | 0             | 3        | 0      | 1           | 0          |
| B. Friedel    | 6              | 0              | 0              | 0              | 0                          | 0                          | 0                          | 0                          | 0             | 0             | 0             | 0             | 6        | 0      | 0           | 0          |
| C. Gardner    | 0              | 0              | 0              | 0              | 1+0                        | 0                          | 0                          | 0                          | 1             | 0             | 0             | 0             | 2        | 0      | 0           | 0          |
| B. Guzan      | 0              | 0              | 0              | 0              | 1+0                        | 0                          | 0                          | 0                          | 2             | 0             | 0             | 0             | 3        | 0      | 0           | 0          |
| M. Harewood   | 0              | 0              | 0              | 0              | 0                          | 0                          | 0                          | 0                          | 0             | 0             | 0             | 0             | 0        | 0      | 0           | 0          |
| E. Heskey     | 4              | 0              | 0              | 0              | 0                          | 0                          | 0                          | 0                          | 2             | 0             | 0             | 0             | 6        | 0      | 0           | 0          |
| S. Lowry      | 0              | 0              | 0              | 0              | 0                          | 0                          | 0                          | 0                          | 1             | 0             | 0             | 0             | 1        | 0      | 0           | 0          |
| A. Marshall   | 0              | 0              | 0              | 0              | 0                          | 0                          | 0                          | 0                          | 0             | 0             | 0             | 0             | 0        | 0      | 0           | 0          |
| J. Milner     | 6              | 1              | 0              | 0              | 1+0                        | 0                          | 0                          | 0                          | 2             | 1             | 0             | 0             | 9        | 2      | 0           | 0          |
| S. O'Halloran | 0              | 0              | 0              | 0              | 0                          | 0                          | 0                          | 0                          | 0             | 0             | 0             | 0             | 0        | 0      | 0           | 0          |
| I. Osbourne   | 0              | 0              | 0              | 0              | 0                          | 0                          | 0                          | 0                          | 0             | 0             | 0             | 0             | 0        | 0      | 0           | 0          |
| S. Petrov     | 6              | 0              | 1              | 0              | 1+0                        | 0                          | 0                          | 0                          | 1             | 0             | 0             | 0             | 8        | 0      | 1           | 0          |
| N. Reo-Coker  | 3              | 0              | 1              | 0              | 0                          | 0                          | 0                          | 0                          | 1             | 0             | 0             | 0             | 4        | 0      | 1           | 0          |
| M. Salifou    | 0              | 0              | 0              | 0              | 0                          | 0                          | 0                          | 0                          | 0             | 0             | 0             | 0             | 0        | 0      | 0           | 0          |
| N. Shorey     | 3              | 0              | 0              | 0              | 1+0                        | 0                          | 0                          | 0                          | 2             | 0             | 0             | 0             | 6        | 0      | 0           | 0          |
| S. Sidwell    | 5              | 0              | 2              | 0              | 0                          | 0                          | 0                          | 0                          | 1             | 0             | 1             | 0             | 6        | 0      | 3           | 0          |
| S. Warnock    | 3              | 0              | 0              | 0              | 0                          | 0                          | 0                          | 0                          | 0             | 0             | 0             | 0             | 3        | 0      | 0           | 0          |
| A. Young      | 6              | 1              | 2              | 0              | 0                          | 0                          | 0                          | 0                          | 2             | 0             | 1             | 0             | 8        | 1      | 3           | 0          |
| L. Young      | 0              | 0              | 0              | 0              | 0                          | 0                          | 0                          | 0                          | 0             | 0             | 0             | 0             | 0        | 0      | 0           | 0          |

## Squadra riserve e Academy

### Organigramma societario
Area direttiva
- Direttore Academy: Bryan Jones
- Assistente direttore Academy: Steve Burns
- Responsabile educazione e lavoro: Paul Brackwell

Scuola Calcio
- Allenatore riserve: Kevin MacDonald
- Allenatore Academy: Tony McAndrew
- Allenatore Academy: Gordon Cowans
- Allenatore portieri Academy: Rafael Gonzalez

### Piazzamenti
- Campionato riserve: N/A.
- Campionato Academy: N/A.